# Izbugyarabóc
Izbugyarabóc (szlovákul: Hrabovec nad Laborcom, korábban Zbúdský Hrabovec) község Szlovákiában, az Eperjesi kerület Homonnai járásában.

## Fekvése
Homonnától 18 km-re északra, a Laborc jobb partján fekszik, az 559-es út mellett.

## Története
1463-ban említik először.
A 18. század végén Vályi András így ír róla: „RABÓCZ. Izbugya Rabócz. Elegyes falu Zemplén Vármegyében; határjának soványsága miatt, harmadik osztálybéli.”
Fényes Elek 1851-ben kiadott geográfiai szótárában így ír a faluról: „Izbugya-Hrabócz, tót falu, Zemplén vmegyében, Papina fil. 335 kath., 55 zsidó lak., 664 h. szántófölddel. F. u. többen. Ut. p. Homonna.”
Borovszky Samu monográfiasorozatának Zemplén vármegyét tárgyaló része szerint: „Izbugyahrabócz, a többi Izbugya előnevű községekkel egy sorsa volt s csak 1600-ban iktatnak be részbirtokába Izbugyay Gállal együtt egy Both István nevű nemest. Újabbkori birtokosai Dessewffyek, Kazinczyak, Wiczmándyak, Sárossyak és a gróf Dessewffy családnak van itt nagyobb birtoka. Temploma nincs. E tót kisközség a Laborcz mentén fekszik s 80 háza és 381, nagyobbára róm. kath. vallású lakosa van. Ide tartozik Staniszlovecz-tanya is.”
1920 előtt Zemplén vármegye Mezőlaborci járásához tartozott.

## Népessége
| Év:            | 1994. | 2004.   | 2014.   | 2024.   |
| -------------- | ----- | ------- | ------- | ------- |
| Emberek száma: | 578   | 591     | 538     | 493     |
| Eltérés:       |       | +2,24 % | -8,96 % | -8,36 % |

| Év:            | 2023. | 2024.  |
| -------------- | ----- | ------ |
| Emberek száma: | 500   | 493    |
| Eltérés:       |       | -1,4 % |

1910-ben 409, többségben szlovák lakosa volt, jelentős cigány kisebbséggel.
2001-ben 610 lakosából 602 szlovák volt.
2011-ben 569 lakosából 563 szlovák.

## Nevezetességei
A Rózsafüzéres Szűz Mária tiszteletére szentelt római katolikus temploma.